# نيوكوريون (كارديتسا)
نيوكوريون (Νεοχώριον) هي مدينة في كارديتسا في مقاطعة فوريا إلادا في اليونان.